# Сарбай (приток Большого Кинеля)
Сарба́й — река в России, правый приток Большого Кинеля, протекает в Кинель-Черкасском и Кинельском районах Самарской области. Общая протяжённость реки — 81 километр. Площадь водосборного бассейна — 968 км².

## Название
Название восходит к мужскому личному имени (Сарбай у татар, Харыбай у башкир), имеющему тюркское происхождение.

## Описание
Начинается в 2,5 км северо-восточнее села Сарбай, от родника в овраге Мошков. Устье реки находится в урочище Набережное юго-западнее посёлка Заречье в 57 километрах от устья по правому берегу реки Большой Кинель на высоте 32 м над уровнем моря.
Притоки (км от устья):
- 21 км: Ветлянка;
- 32 км: Солянка;
- 35 км: Заводская;
- 39 км: Берёзовка;
- 56 км: Река в овраге Бесконечном;
- 59 км: Шумарка[3].

## Данные водного реестра
По данным государственного водного реестра России относится к Нижневолжскому бассейновому округу, водохозяйственный участок реки — Большой Кинель от истока и до устья, без реки Кутулук от истока до Кутулукского гидроузла. Речной бассейн реки — Волга от верхнего Куйбышевского водохранилища до впадения в Каспий.
Код объекта в государственном водном реестре — 11010000812112100008531.